# Komunistyczna Partia Zachodniej Białorusi
Komunistyczna Partia Zachodniej Białorusi (KPZB) (biał. Камуністычная партыя Заходняй Беларусі) – ugrupowanie polityczne działające w latach 1923–1938 na terenie północno-wschodniej RP, część składowa KPP.

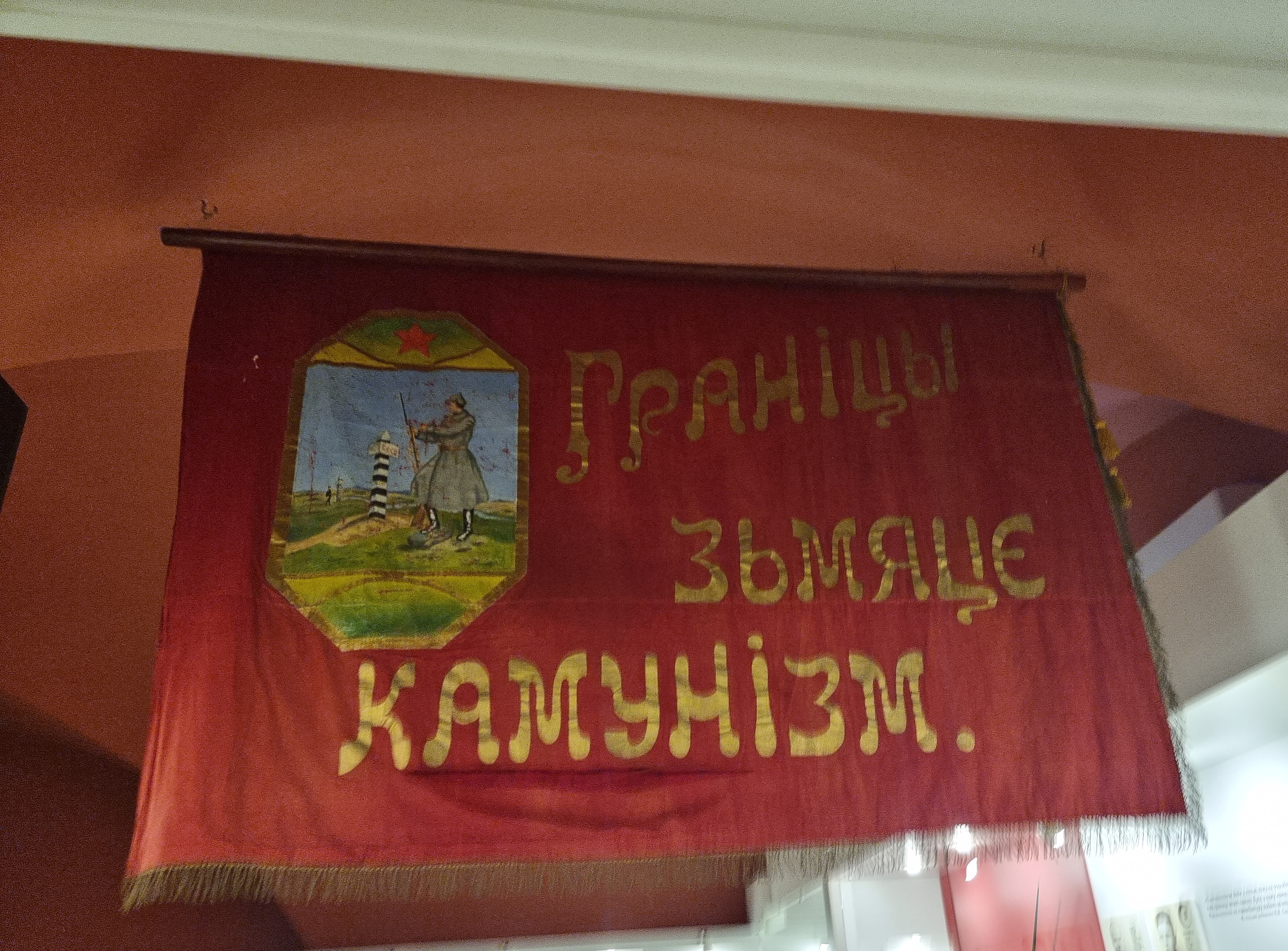
Sztandar Komunistycznej Partii Zachodniej Białorusi

## Historia
KPZB została utworzona w październiku 1923 w Wilnie na mocy uchwały II Zjazdu KPRP z sierpnia 1923 o wydzieleniu dwóch sekcji narodowo-terytorialnych: KPZB i KPZU. Była autonomiczną formacją w ramach KPRP. Do jej struktury akces zgłosiła Białoruska Organizacja Rewolucyjna (BRA). Działała na terenach do których prawa rościł sobie Związek Radziecki (województwa: białostockie, wileńskie, nowogródzkie i poleskie), skupiała w swoich szeregach komunistów niezależnie od narodowości (w większości Żydów i Białorusinów). Dzieliła się na okręgi: białostocki, wileński i brzeski, a później również grodzieński, piński i słonimsko-baranowicki. Jako jej przybudówka działał Związek Młodzieży Komunistycznej Zachodniej Białorusi założony w 1924. 
Na II konferencji w listopadzie 1924 opowiedziała się za oderwaniem terenów na wschód od linii Curzona i włączeniem ich do ZSRR na skutek zbrojnego powstania przeciwko rządowi II RP. 
Walczyła o prawa narodowe Białorusinów (do używania języka w szkole i w urzędach, reprezentacji w parlamencie, rozwoju kultury), wyzwolenie społeczne i reformy gospodarcze (nacjonalizacja przemysłu, reforma rolna bez odszkodowania) oraz o prawo do przyłączenia do BSRR. 
Znani działacze: Mikołaj Orechwa, Sergiusz Prytycki, Wiera Charuża, Abram Razensztajn-Maksimowski, Łazar Aronsztam, Salomon Miller, Jakub Jankiel Bąk, Edwarda Orłowska, Grzegorz Smolar. 
Rozwiązana w 1938 z rozkazu Stalina, na skutek oskarżeń o kolaborację z władzami RP. Po włączeniu Zachodniej Białorusi do ZSRR, większość jej aktywistów wymordowano, niektórzy dołączyli do KPZR.